# Arhiducesa Maria Leopoldine de Austria-Este
Maria Leopoldine de Austria-Este (n. 10 decembrie 1776, Milano – 23 iunie 1848, Wasserburg am Inn) a fost Arhiducesa de Austria-Este și din 1795 până în 1799, principesă electoare de Bavaria. A fost a doua soție a principelui elector Carol Teodor.

## Biografie

### Primii ani
Maria Leopoldine s-a născut la Milano, ca a doua fiică a Arhiducelui Ferdinand de Austria-Este și a Prințesei Maria Beatrice Ricciarda d'Este.

### Căsătorii și copii

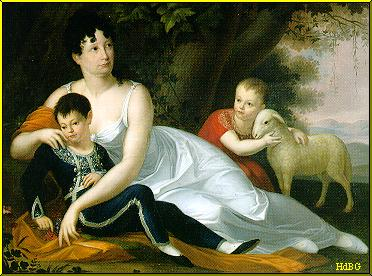
Maria Leopoldine de Austria-Este și fiii ei, Aloys și Maximilian

În august 1795, Maria Leopoldine a fost obligată să se căsătorească cu Karl Theodor, Elector de Bavaria, care avea 52 de ani. Căsătoria a fost aranjată în speranța că va rezulta un fiu și moștenitor al liniei senior a Casei de Wittelsbach însă Maria Leopoldine a refuzat contactul sexual cu soțul ei. Ea a avut mai mulți iubiți printre care și Maximilian de Zweibrücken și Maximilian de Montgelas. A fost descrisă ca terorizându-și soțul în fața curții bavareze.
A ales să facă o alianță cu Casa de Zweibrücken în opoziție față de alianța pe care soțul ei a făcut-o cu propria familie Habsburg. Atunci când soțul ei a fost pe moarte în 1799, ea l-a ajutat pe moștenitorul lui Maximilian de Zweibrücken asigurând succesiunea lui și s-a retras la castelul Berg situat pe malul Lacului Starnberg. Acolo a devenit cunoscută pentru stilul de viață libertin. A rămas însărcinată și a fost exilată la Laibach pentru un timp. Mai târziu, ea a devenit foarte bogată prin gestionarea conacului ei bavarez din Stepperg.
La 14 noiembrie 1804, la München, Maria Leopoldine s-a căsătorit cu contele Ludwig Arco. Ei au avut trei copii:
- Contele Aloys Nikolaus Ambros von Arco (6 decembrie 1808 – 10 septembrie 1891)
- Contele Maximilian Joseph Bernhard von Arco-Zinneberg (13 decembrie 1811 – 13 noiembrie 1885)
- Contesa Caroline von Arco (26 decembrie 1814 – 18 ianuarie 1815)

În 1848, Maria Leopoldine călătorea cu trăsura de la München la Viena. Trăsura ei s-a răsturnat în apropiere de Wasserburg am Inn iar ea a murit. A rămas o avere de 15 milioane de florinți celor doi fii ai ei.